# カルロス・ペレグリーニ
カルロス・ペレグリーニ（Carlos Enrique José Pellegrini Bevans 1846年10月11日 - 1906年7月17日）は、第11代アルゼンチン大統領。

## 経歴
- 1886年 - 1890年、副大統領
- 1890年 - 1892年、大統領
  - 財政清浄
  - バンコ・デ・ラ・ナシオン・アルヘンティナ（Banco de la Nación Argentina）設立
  - Escuela Superior de Comercio Carlos Pellegrini設立
- 1895年 - 1903年、上院議員在任

- ラ・レコレタ墓地に埋葬

## 顕彰
アルゼンチンで1985年から1991年まで発行された旧1万アウストラル紙幣に肖像が使用されていた。